# Hotar (Kotlina Zuberska)
Hotar (słow. Chotár, 841 m) – wzgórze znajdujące się w słowackiej Kotlinie Zuberskiej należącej do Rowu Podtatrzańskiego, a dokładniej jego części zwanej Rowem Zuberskim). W niektórych przewodnikach turystycznych podawana jest też nazwa Chotarz. Znajduje się w widłach Zimnej Wody Orawskiej i Błotnego Potoku, a także pomiędzy trzema drogami okrążającymi go  z wszystkich stron; drogą Witanowa – Habówka, drogą Zuberzec – Habówka i trzecią drogą wychodzącą z Zuberca i będąca skrótem między tymi drogami. Od tej trzeciej drogi najłatwiej wyjść na wzgórze polną drogą. Względna wysokość wzgórza nad lustrem Zimnej Wody w znajdującej się u jego podnóża Habówce wynosi 105 m.
Hotar wznosi się nad miejscowościami Zuberzec i Habówka. Jest to wzgórze całkowicie bezleśne, zajęte przez pola rolniczej spółdzielni. Dzięki temu jest dobrym punktem widokowym na Tatry Zachodnie, Pogórze Orawskie i Skoruszyńskie Wierchy. We wschodnim kierunku ciągnie się od Hotara po Maniową Przehybę (934 m) niski i w większości bezleśny wał Między Bory oddzielający Dolinę Błotną od Doliny Zuberskiej.